# تسويوشي ياماناكا
تسويوشي ياماناكا (بالكانا: やまなか つよし) هو سباح ياباني، ولد في 18 يناير 1939 في واجيما في اليابان، وتوفي في 10 فبراير 2017 في طوكيو في اليابان بسبب ذات الرئة.

## روابط خارجية
- تسويوشي ياماناكا على موقع الاتحاد الدولي للسباحة (الإنجليزية)
- تسويوشي ياماناكا على موقع قاعة مشاهير السباحة العالمية (الإنجليزية)
- تسويوشي ياماناكا على موقع أوليمبيديا (الإنجليزية)